# 舞台芸術学院
舞台芸術学院（ぶたいげいじゅつがくいん）は、東京都豊島区にある専門学校。

## 概要
俳優養成を目的とし、舞台芸術専門課程が設置されている。
2024年（令和6年）9月、戦後まもなくからの文化的役割を果たし終え、今後は入学者数の減少により十分な教育が行えなくなる可能性があるとして、2026年（令和8年）3月での閉校を発表した。跡地は青年座が拠点として利用する。

## 沿革
- 1948年（昭和23年） - 9月13日創立。 校主：野尻与顕  学長：秋田雨雀
- 1949年（昭和24年） - 俳優養成を目的に都知事より各種学校の認可
- 1969年（昭和44年） - ミュージカル部（夜間）を新設
- 1987年（昭和62年） - ミュージカル部（昼間）本科を設立
- 1989年（平成元年） - 専門学校舞台芸術学院設置認可（切替）
- 2005年（平成17年） - 豊島区文化創造都市宣言記念「文化功労賞」受賞
- 2008年（平成20年） - ステージアーティスト科新設
- 2011年（平成23年） - 創立60周年記念公演「月にぬれた手」上演

## 学科構成
ステージアーティスト科（専門課程、昼間部）
- 入学定員：40名（男女）
- 修業年限：2年（昼間）
- 入学資格：高等学校卒業以上（見込みの者も含む）・文部科学省高等学校卒業程度認定試験（旧 大学入学資格試験）合格者（見込みの者も含む）・年齢18歳から25歳まで
- 募集区分：AO入試・社会人入試・推薦入試・一般入試

取得資格
- 専門士（文化・教養）

## 講師
- ヴォイストレーニング／上演実習：山口正義
- ヴォイストレーニング／上演実習：長野佳代
- ヴォイストレーニング：堂ノ脇恭子
- レシテーション／アフレコ実習：勝沼紀義
- ジャズダンス：新海絵理子
- バレエ／クラシック：高嶋淳子
- バレエ／クラシック：柴田英悟
- フィジカルトレーニング／即興：宮越洋子
- 伝統芸能／狂言：野村 万之丞
- 伝統芸能／地唄舞：葛タカ女
- パントマイム：小島屋万助
- ストリートダンス：北川孝太
- シアターダンス：河内達弥
- タップダンス：みすみゆきこ
- ムーブメント：団こと葉
- 上演実習：ふたくちつよし
- 上演実習：小豆畑雅一
- 上演実習：本田誠人
- 上演実習：鵜山仁
- 上演実習：小川美也子
- 上演実習：若松恭弘
- 上演実習：田村孝裕
- 演劇概論：みなもとごろう

## 進路

### 卒業生が活動中の主な劇団
- NEVER LOSE
- ONEOR8
- モダンスイマーズ
- ペテカン
- 花組芝居
- 天然スパイラル
- マーク義理人情
- インパラプレパラート
- 海ねこ症候群

## 著名な出身者
- 相沢治夫
- 青野武
- 新井量大
- あらい汎
- 池田勝
- いずみたく
- 市村正親
- いとうあさこ
- 伊藤慶子
- 井料瑠美
- 岩田安生
- 牛山茂
- うつみ宮土理
- 梅津栄
- 鵜山仁
- 大倉孝二
- 太田ぐいや
- 大橋芳枝
- 小笠真紀
- 甲斐まり恵
- 柿澤勇人
- 金井大
- 上条恒彦
- 金内喜久夫
- 鬼頭典子
- 木野花
- 黒岩司
- 神山卓三
- 近藤玲子
- 品川徹
- 篠田薫
- 少路勇介
- 椙山拳一郎
- 鈴木れい子
- 田中彰孝
- 田中宣宗
- 谷本進
- 団こと葉
- 辻谷耕史
- 中島元
- 羽佐間道夫
- 濱田めぐみ
- 原田美欧
- 半澤昇
- 平岩紙
- 福井晶一
- ベンガル
- さけもとあきら
- 蓬莱竜太
- 西山 諒
- 嶋倉雷象
- 堀米聰
- 本田誠人
- 麿赤兒
- 三田村周三
- 宮越郷平
- もたいまさこ
- 矢崎滋
- 役所広司
- 山浦栄
- 山田洋次
- 李麗仙
- 渡辺えり
- 小菅かおり（旧名：水谷かおり）